# Paul Mullin
Paul Mullin, né le 6 novembre 1994 à Liverpool, est un footballeur anglais qui joue au poste d’avant-centre au Wigan Athletic.